# Ulises Ruiz Ortiz
Pour les articles homonymes, voir Ruiz et Ortiz.
Ulises Ernesto Ruiz Ortiz, né le 9 avril 1958, à Chalcatongo, Oaxaca, est un homme politique mexicain, membre du Parti révolutionnaire institutionnel. Il est le gouverneur de l'État d'Oaxaca,.

## Biographie
Il réalise ses études primaires et secondaires dans l'État d'Oaxaca. À Mexico il fait son baccalauréat et ses études de Droit à l'Université autonome de Mexico. Il est juriste et maître avocat. Depuis mai 2006, un fort mouvement de grève à Oaxaca de Juárez, mené par l'Assemblée populaire des peuples de Oaxaca exige sa démission. Non entendue par le gouverneur qui a rompu les négociations, le mouvement populaire nommé APPO a émis une pétition légale à Mexico pour obtenir que leur gouverneur soit déposé ((es) source). Les manifestants ont occupé des bureaux de l'administration et tiennent les stations de radio. Le gouverneur a déplacé ses bureaux du bâtiment officiel à un hôtel en ville. Cette situation séditieuse est devenue plus explosive lorsqu'au mois d'août, des hommes armés se sont attaqués à ces stations de radio occupées, le gouverneur niant toute implication dans ces violences.
La légalité de la pétition adressée au pouvoir politique de Mexico est elle-même discutée, les hommes politiques du PRI déclarant qu'il est anticonstitutionnel de déposer un gouverneur en exercice, alors que les membres de l'APPO argumentent du fait que le sort du gouverneur peut être décidé par sa population lorsque les circonstances le dictent (ce qui serait le cas dans leur interprétation des évènements courants). Le mandat du gouverneur est censé s'achever en 2010 (voir es:Gobernantes de Oaxaca).